# Скайлайн
Скайлайн — транслітерація англ. skyline (лінія горизонту). Урбанічна панорама або вигляд міста зі сторони чи зі сторони і зверху. Погляд на місто зверху як на карті не є скайлайном. В основному слово використовують при фотографуванні хмарочосів. Скайлайн утворюється перш за все найвищими будівлями які височіють на тлі неба чи зрідка гір. Найкрасивіші скайнлайни у великих містах зазвичай при погляді з річки, озера чи моря, бо в цьому випадку будинки першої лінії видно повністю. Класичним випадком такого скайлайну є показ Нью-Йорка з моря. Через красу та ефектність його часто використовують у фільмах. 
У Києві найкращим скайлайном є вид з пляжу Гідропарку на Лаврську дзвіницю, який зараз руйнується будівництвом в непідходящому місці хмарочоса. Типово урбаністичним є погляд в протилежному напрямку - з правобережних схилів Дніпра на лівий берег.
Є два підходи, щодо того яким є найкращий скайлайн — згідно з одним, найвищі та найгарніші будинки мають стояти на першій лінії - їх тоді найкраще видно і вони найефектніше виглядають. Згідно з іншим, навпаки, ідеальною є ситуація коли висота будівель зростає з відстанню - це дозволяє бачити не лише перші будинки, але й ті, що за ними. Хоч окремі хмарочоси так видно гірше, але зате уся картина скайлайну виходить органічнішою та глибшою.